# GMR Grand Prix 2023
Der GMR Grand Prix auf dem Indianapolis Motor Speedway fand am 13. Mai 2023 statt und ging über eine Distanz von 85 Runden à 3,925 km. Es war der fünfte Lauf zur IndyCar Series 2023.

## Bericht
Im Qualifying gelang Christian Lundgaard (Rahal Letterman Lanigan Racing) die schnellste Zeit und er stand zum ersten Mal in seiner Karriere auf der Pole Position bei einem IndyCar Grand Prix. Dahinter folgte der Arrow McLaren SP Fahrer Felix Rosenqvist und Alex Palou (Chip Ganassi Racing).
Beim Rennen auf dem Rundkurs des Indianapolis Motor Speedways war die Strategie mit den Reifen entscheidend. Bei Chip Ganassi Racing montierten die Mechaniker beim Auto von Alex Palou für den ersten Stint die weicheren und dann für die weiteren drei Stints die härteren Reifen. Die Konkurrenz fuhr meist zwei Stints mit weichen Reifen oder starteten mit den harten Reifen. Nach dem Start übernahm Lundgaard die Führung vor Palou, wegen den ersten Boxenstopps ab der 15. Runde änderte sich die Reihenfolge virtuell einige Male. Vor dem zweiten Boxenstopp Lundgaards in der 42. Runde überholte Palou den Dänen und ging in Führung. Palou absolvierte den letzten Stopp in der 59. Runde und er blieb vorne. Am Ende hatte er über 16 Sekunden Vorsprung auf Pato O’Ward im Arrow McLaren SP und dessen Teamkollegen Alexander Rossi.
Auf dem 11. Rang kam Romain Grosjean (Andretti Autosport) ins Ziel. Bereits in der zweiten Runde kollidierten die Dale Coyne Racing Teamkollegen Sting Ray Robb und David Malukas. Robb verpasste den Bremspunkt beim Versuch Grosjean zu überholen und drehte Malukas um. Grosjean musste aufs Gras ausweichen und beschädigte sich dabei den Frontspoiler was einen Boxenstopp notwendig machte.
In der Meisterschaft übernahm Palou die Führung mit 184 vor Pato O’Ward mit 168 und Marcus Ericsson (Chip Ganassi Racing) mit 155 Punkten.

## Meldeliste
| Startnummer | Fahrer              | Team                                 | Motor     |
| ----------- | ------------------- | ------------------------------------ | --------- |
| 2           | Josef Newgarden     | Team Penske                          | Chevrolet |
| 3           | Scott McLaughlin    | Team Penske                          | Chevrolet |
| 5           | Patricio O’Ward     | Arrow McLaren SP                     | Chevrolet |
| 06          | Hélio Castroneves   | Meyer Shank Racing                   | Honda     |
| 6           | Felix Rosenqvist    | Arrow McLaren SP                     | Chevrolet |
| 7           | Alexander Rossi     | Arrow McLaren SP                     | Chevrolet |
| 8           | Marcus Ericsson     | Chip Ganassi Racing                  | Honda     |
| 9           | Scott Dixon         | Chip Ganassi Racing                  | Honda     |
| 10          | Alex Palou          | Chip Ganassi Racing                  | Honda     |
| 11          | Marcus Armstrong    | Chip Ganassi Racing                  | Honda     |
| 12          | Will Power          | Team Penske                          | Chevrolet |
| 14          | Santino Ferrucci    | A. J. Foyt Racing                    | Chevrolet |
| 15          | Graham Rahal        | Rahal Letterman Lanigan Racing       | Honda     |
| 18          | David Malukas       | Dale Coyne Racing / HMD Motorsports  | Honda     |
| 20          | Conor Daly          | Ed Carpenter Racing                  | Chevrolet |
| 21          | Rinus VeeKay        | Ed Carpenter Racing                  | Chevrolet |
| 26          | Colton Herta        | Andretti Autosport / Curb-Agajanian  | Honda     |
| 27          | Kyle Kirkwood       | Andretti Autosport                   | Honda     |
| 28          | Romain Grosjean     | Andretti Autosport                   | Honda     |
| 29          | Devlin DeFrancesco  | Andretti Steinbrenner Autosport      | Honda     |
| 30          | Jack Harvey         | Rahal Letterman Lanigan Racing       | Honda     |
| 45          | Christian Lundgaard | Rahal Letterman Lanigan Racing       | Honda     |
| 51          | Sting Ray Robb      | Dale Coyne Racing / Rick Ware Racing | Honda     |
| 55          | Benjamin Pedersen   | A. J. Foyt Racing                    | Chevrolet |
| 60          | Simon Pagenaud      | Meyer Shank Racing                   | Honda     |
| 77          | Callum Ilott        | Juncos Hollinger Racing              | Chevrolet |
| 78          | Agustín Canapino    | Juncos Hollinger Racing              | Chevrolet |

## Klassifikationen

### Freies Training 1
| Pos. | Nr. | Fahrer              | Team                           | Motor     | Zeit       |
| ---- | --- | ------------------- | ------------------------------ | --------- | ---------- |
| 1    | 5   | Pato O’Ward         | Arrow McLaren SP               | Chevrolet | 01:09.4981 |
| 2    | 45  | Christian Lundgaard | Rahal Letterman Lanigan Racing | Honda     | 01:09.4988 |
| 3    | 10  | Alex Palou          | Chip Ganassi Racing            | Honda     | 01:09.5213 |

### Freies Training 2
| Pos. | Nr. | Fahrer              | Team                           | Motor     | Zeit       |
| ---- | --- | ------------------- | ------------------------------ | --------- | ---------- |
| 1    | 10  | Alex Palou          | Chip Ganassi Racing            | Honda     | 01:09.9383 |
| 2    | 45  | Christian Lundgaard | Rahal Letterman Lanigan Racing | Honda     | 01:10.2580 |
| 3    | 5   | Pato O’Ward         | Arrow McLaren SP               | Chevrolet | 01:10.2604 |

### Qualifying
| Pos. | Nr. | Fahrer              | Team                                 | Motor     | Zeit       | Zeit       | Zeit       | Zeit       | Startplatz |
| Pos. | Nr. | Fahrer              | Team                                 | Motor     | Q1         | Q1         | Q2         | Q3         | Startplatz |
| Pos. | Nr. | Fahrer              | Team                                 | Motor     | Gruppe 1   | Gruppe 2   | Q2         | Q3         | Startplatz |
| ---- | --- | ------------------- | ------------------------------------ | --------- | ---------- | ---------- | ---------- | ---------- | ---------- |
| 1    | 45  | Christian Lundgaard | Rahal Letterman Lanigan Racing       | Honda     | 01:09.4639 | N/A        | 01:09.2282 | 01:09.3321 | 1          |
| 2    | 6   | Felix Rosenqvist    | Arrow McLaren SP                     | Chevrolet | 01:09.5838 | N/A        | 01:09.3604 | 01:09.3348 | 2          |
| 3    | 10  | Alex Palou          | Chip Ganassi Racing                  | Honda     | N/A        | 01:09.5351 | 01:09.2082 | 01:09.3780 | 3          |
| 4    | 30  | Jack Harvey         | Rahal Letterman Lanigan Racing       | Honda     | N/A        | 01:09.6238 | 01:09.3767 | 01:09.4220 | 4          |
| 5    | 5   | Pato O’Ward         | Arrow McLaren SP                     | Chevrolet | N/A        | 01:09.2937 | 01:09.3405 | 01:09.5422 | 5          |
| 6    | 27  | Kyle Kirkwood       | Andretti Autosport                   | Honda     | N/A        | 01:09.6277 | 01:09.4131 | 01:09.6292 | 6          |
| 7    | 8   | Marcus Ericsson     | Chip Ganassi Racing                  | Honda     | 01:09.8343 | N/A        | 01:09.4419 | N/A        | 7          |
| 8    | 15  | Graham Rahal        | Rahal Letterman Lanigan Racing       | Honda     | 01:09.5627 | N/A        | 01:09.4711 | N/A        | 8          |
| 9    | 9   | Scott Dixon         | Chip Ganassi Racing                  | Honda     | N/A        | 01:09.6708 | 01:09.4757 | N/A        | 9          |
| 10   | 7   | Alexander Rossi     | Arrow McLaren SP                     | Chevrolet | N/A        | 01:09.4747 | 01:09.5471 | N/A        | 10         |
| 11   | 11  | Marcus Armstrong    | Chip Ganassi Racing                  | Honda     | 01:09.6186 | N/A        | 01:09.6148 | N/A        | 11         |
| 12   | 12  | Will Power          | Team Penske                          | Chevrolet | 01:09.7835 | N/A        | 01:10.1872 | N/A        | 12         |
| 13   | 2   | Josef Newgarden     | Team Penske                          | Chevrolet | 01:09.8402 | N/A        | N/A        | N/A        | 13         |
| 14   | 26  | Colton Herta        | Andretti Autosport / Curb-Agajanian  | Honda     | N/A        | 01:09.8375 | N/A        | N/A        | 14         |
| 15   | 29  | Devlin DeFrancesco  | Andretti Steinbrenner Autosport      | Honda     | 01:09.8676 | N/A        | N/A        | N/A        | 15         |
| 16   | 3   | Scott McLaughlin    | Team Penske                          | Chevrolet | N/A        | 01:09.9899 | N/A        | N/A        | 16         |
| 17   | 21  | Rinus VeeKay        | Ed Carpenter Racing                  | Chevrolet | 01:09.9625 | N/A        | N/A        | N/A        | 17         |
| 18   | 28  | Romain Grosjean     | Andretti Autosport                   | Honda     | N/A        | 01:10.0747 | N/A        | N/A        | 18         |
| 19   | 60  | Simon Pagenaud      | Meyer Shank Racing                   | Honda     | 01:10.2625 | N/A        | N/A        | N/A        | 19         |
| 20   | 18  | David Malukas       | Dale Coyne Racing / HMD Motorsports  | Honda     | N/A        | 01:10.2562 | N/A        | N/A        | 20         |
| 21   | 20  | Conor Daly          | Ed Carpenter Racing                  | Chevrolet | 01:10.2669 | N/A        | N/A        | N/A        | 21         |
| 22   | 51  | Sting Ray Robb      | Dale Coyne Racing / Rick Ware Racing | Honda     | N/A        | 01:10.2747 | N/A        | N/A        | 22         |
| 23   | 55  | Benjamin Pedersen   | A. J. Foyt Enterprises               | Chevrolet | 01:10.5181 | N/A        | N/A        | N/A        | 23         |
| 24   | 77  | Callum Ilott        | Juncos Hollinger Racing              | Chevrolet | N/A        | 01:10.2920 | N/A        | N/A        | 24         |
| 25   | 78  | Agustín Canapino    | Juncos Hollinger Racing              | Chevrolet | 01:10.5424 | N/A        | N/A        | N/A        | 25         |
| 26   | 06  | Hélio Castroneves   | Meyer Shank Racing                   | Honda     | N/A        | 01:10.3509 | N/A        | N/A        | 26         |
| 27   | 14  | Santino Ferrucci    | A. J. Foyt Enterprises               | Chevrolet | N/A        | 01:10.5879 | N/A        | N/A        | 27         |

### Endergebnis
| Pos. | Nr. | Fahrer              | Team                                 | Motor     | Runden | Zeit/Rückstand | Boxenstopps | Startplatz | Führungsrunden | Punkte |
| ---- | --- | ------------------- | ------------------------------------ | --------- | ------ | -------------- | ----------- | ---------- | -------------- | ------ |
| 1    | 10  | Alex Palou          | Chip Ganassi Racing                  | Honda     | 85     | 1:47:56.7003   | 3           | 3          | 52             | 53     |
| 2    | 5   | Pato O’Ward         | Arrow McLaren SP                     | Chevrolet | 85     | 16.8006        | 3           | 5          | 2              | 41     |
| 3    | 7   | Alexander Rossi     | Arrow McLaren SP                     | Chevrolet | 85     | 18.1448        | 3           | 10         | 3              | 36     |
| 4    | 45  | Christian Lundgaard | Rahal Letterman Lanigan Racing       | Honda     | 85     | 23.4801        | 3           | 1          | 13             | 34     |
| 5    | 6   | Felix Rosenqvist    | Arrow McLaren SP                     | Chevrolet | 85     | 23.9258        | 3           | 2          | 3              | 31     |
| 6    | 9   | Scott Dixon         | Chip Ganassi Racing                  | Honda     | 85     | 25.5206        | 3           | 9          | 3              | 29     |
| 7    | 2   | Josef Newgarden     | Team Penske                          | Chevrolet | 85     | 26.3159        | 3           | 13         |                | 26     |
| 8    | 8   | Marcus Ericsson     | Chip Ganassi Racing                  | Honda     | 85     | 31.8308        | 3           | 7          | 2              | 25     |
| 9    | 26  | Colton Herta        | Andretti Autosport / Curb-Agajanian  | Honda     | 85     | 38.4189        | 3           | 14         |                | 22     |
| 10   | 15  | Graham Rahal        | Rahal Letterman Lanigan Racing       | Honda     | 85     | 48.8712        | 4           | 8          | 7              | 21     |
| 11   | 28  | Romain Grosjean     | Andretti Autosport                   | Honda     | 85     | 52.5732        | 4           | 18         |                | 19     |
| 12   | 12  | Will Power          | Team Penske                          | Chevrolet | 85     | 59.7698        | 3           | 12         |                | 18     |
| 13   | 21  | Rinus VeeKay        | Ed Carpenter Racing                  | Chevrolet | 85     | 1:07.0708      | 3           | 17         |                | 17     |
| 14   | 27  | Kyle Kirkwood       | Andretti Autosport                   | Honda     | 85     | 1:08.1940      | 3           | 6          |                | 16     |
| 15   | 11  | Marcus Armstrong R  | Chip Ganassi Racing                  | Honda     | 85     | 1:15.8499      | 3           | 11         |                | 15     |
| 16   | 3   | Scott McLaughlin    | Team Penske                          | Chevrolet | 85     | 1:23.6382      | 5           | 16         |                | 14     |
| 17   | 29  | Devlin DeFrancesco  | Andretti Steinbrenner Autosport      | Honda     | 84     | 1 Runde        | 3           | 15         |                | 13     |
| 18   | 77  | Callum Ilott        | Juncos Hollinger Racing              | Chevrolet | 84     | 1 Runde        | 4           | 24         |                | 12     |
| 19   | 20  | Conor Daly          | Ed Carpenter Racing                  | Chevrolet | 84     | 1 Runde        | 3           | 21         |                | 11     |
| 20   | 30  | Jack Harvey         | Rahal Letterman Lanigan Racing       | Honda     | 84     | 1 Runde        | 3           | 4          |                | 10     |
| 21   | 78  | Agustín Canapino R  | Juncos Hollinger Racing              | Chevrolet | 84     | 1 Runde        | 3           | 25         |                | 9      |
| 22   | 06  | Hélio Castroneves   | Meyer Shank Racing                   | Honda     | 84     | 1 Runde        | 3           | 26         |                | 8      |
| 23   | 14  | Santino Ferrucci    | A. J. Foyt Enterprises               | Chevrolet | 80     | 5 Runden       | 3           | 27         |                | 7      |
| 24   | 55  | Benjamin Pedersen R | A. J. Foyt Enterprises               | Chevrolet | 79     | 6 Runden       | 3           | 23         |                | 6      |
| 25   | 60  | Simon Pagenaud      | Meyer Shank Racing                   | Honda     | 58     | Tech. Defekt   | 3           | 19         |                | 5      |
| 26   | 18  | David Malukas       | Dale Coyne Racing / HMD Motorsports  | Honda     | 2      | Unfall         |             | 20         |                | 5      |
| 27   | 51  | Sting Ray Robb R    | Dale Coyne Racing / Rick Ware Racing | Honda     | 1      | Unfall         |             | 22         |                | 5      |

R=Rookie / 1 Gelbphasen für insgesamt 3 Rd.

## Führungsrunden
| Fahrer              | Team                           | Anzahl |
| ------------------- | ------------------------------ | ------ |
| Alex Palou          | Chip Ganassi Racing            | 52     |
| Christian Lundgaard | Rahal Letterman Lanigan Racing | 13     |
| Graham Rahal        | Rahal Letterman Lanigan Racing | 7      |
| Alexander Rossi     | Arrow McLaren SP               | 3      |
| Felix Rosenqvist    | Arrow McLaren SP               | 3      |
| Will Power          | Team Penske                    | 3      |
| Marcus Ericsson     | Chip Ganassi Racing            | 2      |